# 埃爾斯沃思鎮區 (堪薩斯州埃爾斯沃思縣)
埃爾斯沃思鎮區（英語：Ellsworth Township）為美國堪薩斯州埃爾斯沃思縣轄下的鎮區。2010年美国人口普查中此鎮區人口有729人。

## 地理
埃爾斯沃思鎮區涵蓋總面積為87.6平方（33.82平方英里），其中陸地面積為87.4平方（33.74平方英里），水域面積為0.21平方（0.08平方英里）或0.24%。海拔高度481（1,578英尺）。

## 人口統計
根據2010年美國人口普查，埃爾斯沃思鎮區人口有729人，其中男性有395人，女性有334人，人口密度為每平方公里8.33人，住房計363戶。鎮區內的白人有684人，非裔美國人有6人，美洲原住民有12人，亞裔美國人有1人，太平洋島裔美國人有0人，其他種族有7人，混血種族則有19人。此外鎮區內有59人為西班牙裔或拉丁裔美國人。此鎮區之年齡中位數為47.5歲，而男性年齡中位數為44.5歲，女性年齡中位數為51.6歲。

## 交通

### 主要公路
- 14號堪薩斯州州道
- 111號堪薩斯州州道
- 140號堪薩斯州州道
- 156號堪薩斯州州道